# Nombre de Mersenne
Un nombre de Mersenne és un nombre natural de la forma:
Mn = 2n − 1
essent n un nombre natural no nul. Reben el seu nom del filòsof i matemàtic francès Marin Mersenne.
Els primers nombres de Mersenne són:
M1 = 21 − 1 = 1
M₂ = 22 − 1 = 3
M₃ = 23 − 1 = 7
M₄ = 24 − 1 = 15
M₅ = 25 − 1 = 31
M₆ = 26 − 1 = 63
M₇ = 27 − 1 = 127
M₈ = 28 − 1 = 255
Fixem-nos també que, a partir de la seva pròpia definició, els nombres de Mersenne en notació binària estan formats exclusivament per uns: 1 (1), 11 (3), 111 (7), 1111 (15), 11111 (31), etc.

## Nombres de Mersenne primers
Els nombres de Mersenne primers són especialment importants en teoria de nombres; en particular, estan relacionats amb els nombres perfectes. No se sap si existeixen infinits nombres primers de Mersenne. El major nombre primer de Mersenne conegut a data de 22 de desembre de 2018 és 282589933.

## Nombres de Mersenne compostos
Quan el valor de n és primer, el nombre de Mersenne Mn pot ser primer o compost:
M7 = 127, primer
M23 = 8388607 = 47·178481, compost
En canvi, quan n és compost, Mn sempre és compost.